# Cultura de Lituània
La cultura de Lituània inclou el conjunts d'arts, particularitats regionals, llengua, identitat i història de Lituània i es pot qualificar com una cultura híbrida entre elements eslaus i nòrdics fruit de la situació geogràfica del país.

## Períodes culturals
La cultura de Lituània es pot dividir en diversos períodes segons l'evolució de la història local

### Període bàltic
La cultura lituana comença amb els bàltics, que van instal·lar-se a la regió cap al III mil·lenni aC. Aquest poble prehistòric compartia trets culturals amb altres països de la regió, els quals van mantenir-se estables a Lituània enfront de la invasió gòtica posterior, que va eliminar-los d'altres zones. Aquests bàltics són coneguts com a bàltics orientals per la historiografia.

### Període lituà inicial
Es pot considerar el naixement de Lituània com a nació diferenciada cap al segle ix, època on els bàltics van resistir l'assimilació cultural i van enfortir les seves pràctiques religioses com a nexes d'unió entre les diferents tribus. A partir del segle xiii diversos ordes militars cristians van introduir el cristianisme a la regió, al qual van resistir els bàltics amb una unió política creixent, que va suposar una major uniformitat cultural. Malgrat aquesta unió, el cristianisme va anar penetrant, assimilant Lituània a altres estats medievals europeus.

### Període de cristianització massiva
La cristianització del poble, i no solament nominal de les elits, es pot datar al segle xiv i XV. Aquest procés va anar acompanyat d'una occidentalització general de la cultura i l'adveniment de la lletra escrita gràcies als monjos i als còdexs legals, que van transformar fortament una transmissió fins al moment oral. La influència de Polònia va marcar els costums dels nobles i per imitació de la resta de la societat.

### Període ducal
La reforma protestant va portar elements culturals de les regions centrals d'Europa al segle xvi però aquests no van quallar a Lituània. L'anomenat període ducal (etapa final del Gran Ducat de Lituània) es pot definir com una insistència en les arrels catòliques, amb forts elements sincrètics i pagans, com a reacció a l'aculturació occidental. Els missioners jesuïtes van ajudar a aquesta reafirmació i van aportar influències de l'Europa llatina. Fins al segle xviii va augmentar el llegat polonès, especialment entre la noblesa.

### Període nacional
Com altres nacions, Lituània va despertar a moviments indepentistes i folklòrics durant el romanticisme, fet que es va traduir en un increment de l'ús del lituà en totes les capes socials, la revitalització de la literatura popular i una millora en l'educació del poble amb grans progressos en alfabetització. Aquesta identificació amb la llengua va perdurar durant la dominació soviètica fins a la independència, quan comença el període contemporani de la cultura.

## Llengua i literatura
La llengua oficial del país és el lituà, de la família de llengües indoeuropees, potser la més propera a l'idioma original (protoindoeuropeu) Aquesta llengua s'ha escrit des dels seus inicis en l'alfabet llatí, excepte durant un període de dominació soviètica, on es va impulsar l'alfabet ciríl·lic com a part del procés d'assimilació cultural o russificació. Es troben documents des de l'època medieval, període on es va començar a posar per escrit la literatura lituana, fins aleshores de transmissió oral.
El primer llibre imprès en lituà va ser fet el 1562, a Königsberg (Kaliningrad).
Entre els escriptors més destacats hi trobem a Vincas Krèvè-Mickevicius, novel·lista i dramaturg; Alfonsas Nyka-Niliunas, poeta i novel·lista i el narrador Marius Katiliskis. Destaca també el lingüista Algirdas Julius Greimas.

## Arts
L'art de Lituània presenta trets compartits amb els altres estats bàltics: forta influència alemanya i arrels populars. Destaquen les peces en ambre i les talles de fusta, aquestes predominants des del gòtic.
A la música popular predominen els instruments com la flauta i el violí, que acompanyen cançons i balls tradicionals.

## Religió
Els lituans es consideren cristians en més d'un 80% (la immensa majoria catòlics). El cristianisme va enfortir-se durant l'etapa soviètica com un signe d'identitat nacional, enfront l'ateisme oficial propugnat des de Moscou, malgrat el país va tenir una cristianització relativament tardana (mitjans del segle xiv).
La tradició de tolerància religiosa de la regió fa que hi hagi minories d'altres creences: musulmans, jueus i protestants, totes les comunitats amb una llarga història al darrere. La mitologia lituana va impregnar durant segles les pràctiques quotidianes de la zona, però avui dia es considera només un afer literari i artístic.

## Gastronomia
La gastronomia de Lituània es basa en ingredients tradicionals: ordi, patata (base del plat nacional, el  cepelinai), sègol, remolatxa, verdura de fulla verda, i bolet. Abunden les sopes per combatre el fred de l'hivern i el pa negre que complementa nutricionalment els plats preparats. Quant a les begudes, són cèlebres la cervesa, el te i diverses varietats locals de vodka (degtiné, starka, trauktiné)

## Educació
El sistema escolar lituà contemporani comprèn les següents etapes: educació preescolar (1-6 anys), educació primària (7 - 10 anys, obligatòria), educació secundària (11- 18 anys, obligatòria fins als setze i dividida en bàsica i superior). L'edat es pot flexibilitzar a les etapes inferiors si l'infant mostra prou maduresa. Pel que fa a l'educació superior, destaca la Universitat de Vílnius, la més antiga de la regió.